# Mogens Andreasen
 Ikke at forveksle med professor, dr.med. Mogens Andreassen
Mogens Andreasen (født 18. april 1931 i København, død 28. oktober 2018) var en dansk politiker. Han var medlem af Fremskridtspartiet til 1995, Dansk Folkeparti 1995-2000 og Det Liberale Højre i 2000, og repræsenterede de to sidste partier i Folketinget.

## Opvækst, uddannelse og erhverv
Andreasen var født i København i 1931 som søn af gartner Aage E. Andreasen og Erna E. K. Andreasen. Han gik på Glostrup Kommuneskole 1937-1946 og fik derefter en håndværksuddannelse i Brøndby Strand 1946-1950. Herefter var han ansat på Lærestedet samtidig med at han tog kurser i engelsk og tysk på Ahms Institut i København. Fra 1954-1960 var Andreasen ansat hos Ford Motor Co. i Sydhavnen. Han gik på studenterkursus og Københavns Teknikum 1958-60.
Han var produktionsinspektør hos General Motors 1960-66 og fabrikant med selvstændig virksomhed i autobranchen 1967-91.

## Politisk karriere
Andreasen var kandidat til Folketinget for Fremskridtspartiet i Lejrekredsen 1994-1995 og skiftede så til Dansk Folkeparti. Han blev amtsformand i Dansk Folkeparti i 1995 og folketingskandidat for partiet i Køgekredsen fra 1997.
Han blev valgt til amtsrådet i Roskilde Amt ved kommunalvalget 1997, og til Folketinget ved folketingsvalget 1998. I juli 2000 blev han ekskluderet af Dansk Folkerparti. Han havde kritiseret partiet for at have en for stram topstyring, og fik af partiledelsen et ultimatum om at forlade Folketingets arbejdsmarkedsudvalg og undskylde over for sin valgkreds for at have skabt uro i partiet. Da Andreasen nægtede dette, blev han ekskluderet 8. juli. Herefter var han løsgænger indtil han 20. september 2000 sammen med Inge Refshauge dannede en ny folketingsgruppe for Det Liberale Højre. Han forlod Det Liberale Højre igen 31. oktober samme år, og var igen løsgænger i resten af folketingsperioden frem til folketingsvalget 2001.